# استيطان آيسلندا

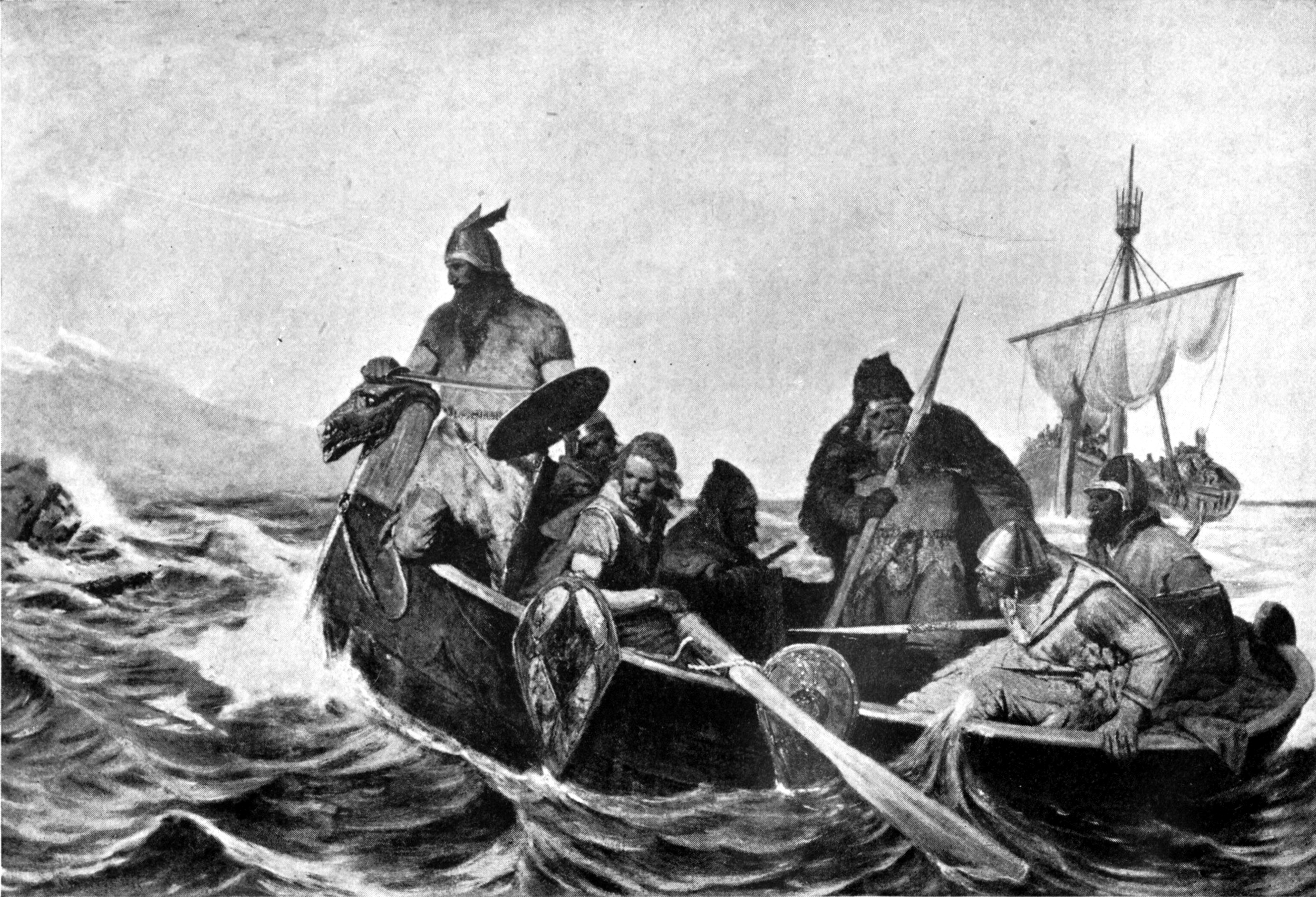
نزول رجال الشمال إلى اليابسة في آيسلندا، لأوسكار ورغيلاند (1909).

خريطة تعرض مناطق استيطان الفايكنغ في القرن الثامن (بالأحمر الداكن)، والتاسع (بالأحمر)، والعاشر (بالبرتقالي)، والحادي عشر (بالأصفر). كان استيطان آيسلندا جزءاً من نمطٍ أوسع من هجرة الفايكنغ.

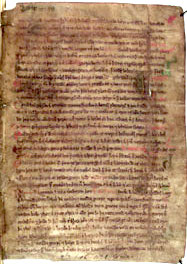
صفحة من مخطوطة جلدية من لاندنامابوك، و هو مصدرٌ أساسي عن استيطان آيسلندا، محفوظ في معهد آرني ماجنيسون للدراسات الآيسلندية في ريكيافيك

يعتقد عموماً أن استيطان آيسلندا (بالآيسلندية: Landnámsöld) بدأ في النصف الثاني من القرن التاسع، عندما هاجر المستوطنون الشماليون عبر شمال الأطلسي. يمكن أن تعزى أسباب الهجرة إلى نقص الأراضي الصالحة للزراعة في اسكندنافيا والصراع الأهلي الذي جلبه طموح ملك النرويج هارالد الأول. بخلاف الجزر البريطانية، فآيسلندا كانت أرضاً غير مأهولة وكان من الممكن المطالبة بها بدون النزاع مع السكان الموجودين.
ارتكازاً على إيسلندينغبوك (كتاب الآيسلنديين) لآري ثورغيلسون، ولاندنامابوك (كتاب الاستيطان)، اعتبرت سنتي 870 و 874 السنوات الأولى للاستيطان. نوه المؤرخ غونار كارلسون أن تلك المصادر لا يمكن الاعتماد عليها إلى حدٍ كبير من حيث تأريخ الاستيطان. تقليدياً، يُعتبر أن العصر الآيسلندي للاستيطان قد استمر من 874 إلى 930، عندئذٍ قد ادعي حق ملكية الجزيرة وتأسس الـ (ألثينغي) مجلس دولة آيسلندا الحرة في ثينغفلر. كل شيء تقريباً يُعرف عن المستوطنين الأوائل يأتي من إيسلندينغبوك ولاندنامابوك، سجلان تاريخيان محفوظان في مخطوطات جلدية. تتراوح تقديرات عدد المستوطنين الأوائل بين 311 و 436.

## المستكشفون والمستوطنون الأوائل

### الرهبان الغايليون
يدعي كتاب إيسلندينغبوك لآري ثورغيلسون أن المستوطنين الشماليين واجهوا رهبان غايليين من البعثة الهايبرنية الاسكتلندية عندما وصلوا إلى آيسلندا. يوجد دلائل أثرية لمستوطنة رهبانية من الجزر البريطانية في كهف كفيركارهلر، تبين رواسب أن شعباً عاش هنالك حوالي 800م، وصلبان متناسقة مع النمط الهايبرني الإسكتلندي حُفرت في جدار الكهف المجاور. أقدم مصدر معروف يذكر اسم «آيسلندا» هو حجر روني منحوت من غوتلاند يرجع تاريخه إلى القرن الحادية عشر، في حين أن أقدم الاكتشافات الأثرية تشير إلى أن الاستيطان يرجع تاريخه إلى القرن التاسع. أول مصدر مكتوب يذكر وجود آيسلندا هو كتاب حول قياسات العالم للراهب الجيودلي ديسويل، ويرجع تاريخ الكتاب إلى 825م. زعم ديسويل أنه قابل رهباناً عاشوا في جزيرة ثولي. قالوا أن الظلام ساد خلال الشتاء؛ ولكن الصيف كان مشرقاً بما فيه الكفاية لالتقاط القمل من الملابس. في حين أن صحة هذا المصدر قد تكون موضع شك؛ لكن لا يوجد شك أن سكان الجزر البريطانية كانوا على علمٍ بوجود عدد كبير من الأراضي في الشمال. أيضاً، آيسلندا تبتعد عن جزر فارو حوالي 450 كيلومتراً والتي زارها رهبان إيرلنديون في القرن السادس، واستوطنت من قبل الشماليين حوالي 650م.
تبين حجرة متروكة بين 770 و 880م أنها بنيت جيداً قبل تاريخ الاستيطان التقليدي في 874م. يُعتقد أنها بؤرة استيطانية كانت تُقطن جزءاً من السنة؛ ولكن لا يعرف هل بناها أناس من اسكندنافيا أو من الجزء البريطانية.

### نادودر وغارذار
يذكر كتاب إيسلندينغبوك أن أول شمالي وطئت قدميه التراب الآيسلندي كان أحد الفايكنغ يدعى نادودر. وبقي نادودر لفترة قصيرة من الزمن؛ لكنه أعطى اسماً للبلد: Snæland (أرض الثلج). ثم تبعه السويدي غارذار سفافارسون، الذي كان أول من بقي طوال فصل الشتاء. في فترةٍ ما حوالي 860م، دفعت عاصفة قاربه بعيداً نحو الشمال حتى وصل الساحل الشرقي لآيسلندا.اقترب غارذار من الجزيرة من الشرق، وأبحر غرباً على طول الساحل ثم إلى الشمال، وبنى بيتاً في هوسافيك. أكمل دورةً كاملة مبحراً حول الجزيرة مستكشفاً للتحقق إن كانت جزيرة فعلاً. وغادر في الصيف التالي، ولم يعد أبداً؛ ولكن ليس قبل أن يعطي الجزيرة اسماً: (Garðarshólmur غارذارسهولمور)و التي تعني حرفياً جزيرة غارذار. قرر أحد رجاله ويدعى ناتفاري البقاء مع عبدين. أقام ناتفاري في ما يعرف الآن بـ (ناتفاريفيك)، بالقرب من سكيالفاندي. يؤكد لاندنامابوك أن ناتفاري لم يكن مستوطناً دائماً.

### رافنا-فلوكي
”كان هنا رجلٌ عظيم يدعى فلوكي فيلغرذارسون. كان فايكنغاً عظيماً. غدار للبحث عن غارذارسهولمور.“ — لاندنامابوك

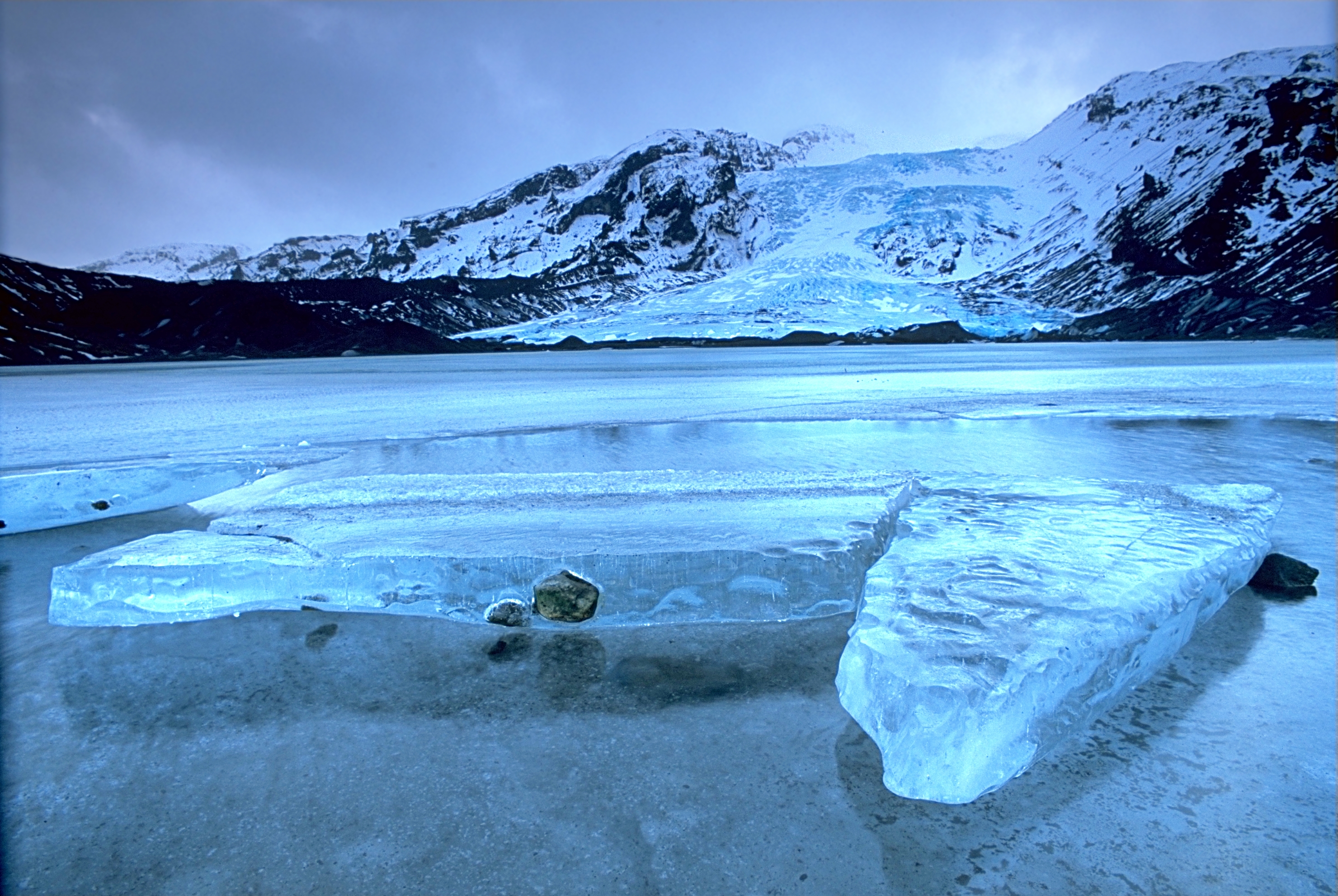
مجلدة إيافيالايوكل

ثاني شمالي وصل آيسلندا يُدعى فلوكي فيلغرذارسون؛ ولكن سنة وصوله غير واضحة. وفقاً للقصة المذكورة في لاندنامابوك، فقد أخذ معه ثلاثة غدفان لتساعده في رحلته. ولذلك لُقب بالغداف-فلوكي (بالآيسلندية: Hrafna-Flóki). أطلق فلوكي غدفانه بالقرب من جزر فارو. طار أول غداف عائداً إلى جزر فارو. ثاني غداف طارَ عالياً في الهواء ثم عادَ إلى القارب. أما الغداق الثالث فقد طار أمام القارب وتبعوا وجهته إلى آيسلندا.
رسى فلوكي في فاتنسفيورذوور في ويستفيوردس بعدما تجاوز ما يُعرف الآن بريكيافيك. نوّه أحد رجاله يُدعي فاكسي أنه يبدو أنهم قد وجدوا أرضاً كبيرة، وبالتالي الجون الذي يواجه ريكيافيك يُعرف بـفاكسافلوي. سبب شتاءٌ ذو بردٍ قارس بموت كل ماشية فلوكي، وقام بشتم هذا البلد البارد، وعندما لاحظ قطعة جليدٍ غطائية في الوادي الخلالي قرر أن يدعو البلد بـ«إيسلاند» (بالآيسلندية: Ísland) أي أرض الجليد (بالإنجليزية: Iceland). بالرغم من صعوبة إيجاد الطعام، فقد مكث هو ورجاله لسنةٍ أخرى، هذه المرة في بورغافيورذور، ولكنهم توجهوا عائدين إلى النرويج في الصيف التالي. عاد فلوكي في وقت لاحق من ذلك بكثير وسكن فيما يعرف يُعرف الآن بـ«فلوكادالور».
| A map indicating the travels of the first Scandinavians in Iceland during the 9th century |
| خريطة توضح أسفار الإسكندنافيين الأوائل في آيسلندا خلال القرن التاسع                       |

### إنغولفور آرنارسون

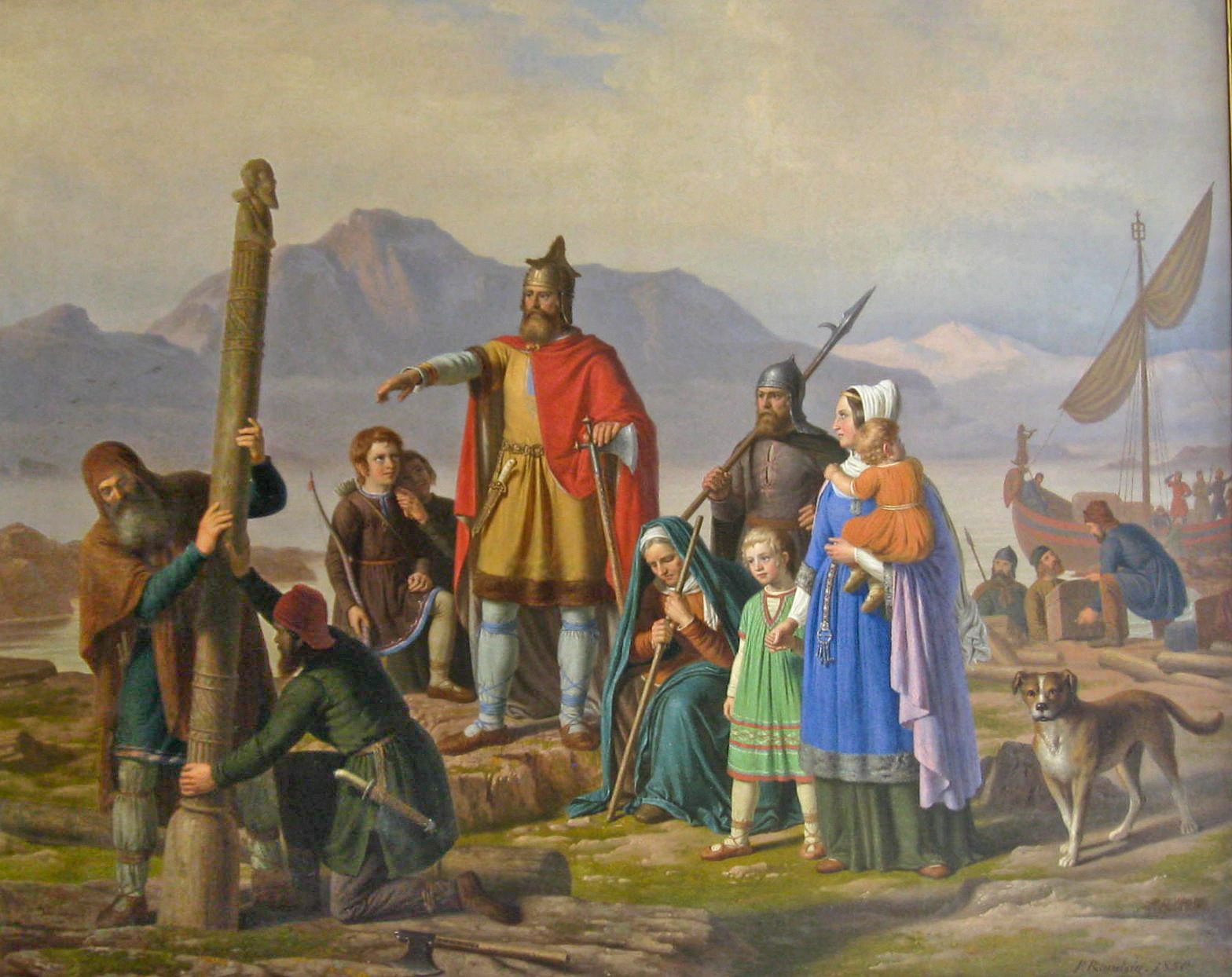
يأمر إنغولفور بنصب دعامات عالية لعرشه، لوحة لجون بيتر رادسيغ.

«كان هنالك رجلٌ من الشمال [النرويج]، والذي يُقال عنه أنه حقاً أول من غادر إلى آيسلندا، في الوقت الذي كان فيه هارالدر ذو الشعر الفاتح يبلغ من العمر 16 شتاءاً[...]، سكن في ريكيافيك.» -- إيسلندينغبوك
شماليٌ آخر اسمه إنغولفور آرنارسون كان قد حرض على نزاعٍ دموي في وطنه النرويج. ذهب مع أخيه المُتبنى يُدعى هيورليفور في رحلةٍ استكشافية إلى آيسلندا، ومكثا طيلة فصل الشتاء في ما يُعرف الآن بآلفتافيورذور. وعادوا بعد بضع سنوات ليستوطنوا مع رجالهم. وعندما اقتربوا من الجزيرة، ألقى إنولفور دعامات العرش العالية من على ظهر السفينة وأقسم أنهم سيستوطن الأرض مع رجاله حيث تنجرف سفينتهم. ثم أرسل عبديه فيفيل وكارلي للبحث عن الدعامات. وجدا أخيه المبتنى هيورليفور مقتولاً، وكل رجاله قد رحلوا. أقام جنازةً وثنية لأخيه المتبنى بالطراز الشمالي وقام بذبح القتلة الذين فروا إلى الجزر الغربية.
و مع اقتراب فصل الشتاء، وجد رقيق إنغولفور الدعامات بالقرب من آرنارهفول. وعندما جاء الصيف، أنشأ مزرعةً في ريكيافيك وادعى ملكية كل الأراضي غرب أنهار أولفوسا، وأوكسارا، وبرينيودالسا. لم يُبالي عبده كارلي بالموقع، وقال لإنغولفور: «كيف سنعبر أرضاً جيدة لنستوطن شبه جزيرة بعيدة».

## بداية عصر الاستيطان
تعتبر المصادر المكتوبة أن عصر الاستيطان بدأ باستيطان إنغولفور، لأنه كان أول من أبحر إلى آيسلندا بهدف استيطان تلك الأرض. ثم تبعه آخرون في غضون حوالي ستين عاماً، وأُخذت جميع الأراضي الصالحة للزراعة. تذكر مخطوطات لاندنامابوك 1500 اسم لمزارع وأماكن، وأكثر من 3500 شخص. المواد مرتبة بأسلوب جغرافي وتبدو أنها تعطي صورة كاملة نسبياً عن كيفية استيطان البلد. تترواح تقديرات أكاديمية لعدد الأشخاص الذي هاجروا إلى آيسلندا خلال عصر الاستيطان بين 4300-24000. تشير أدلة أثرية بقوة إلى أن توقيت الاستيطان كما وُصف في لاندنامابوك تقريباً دقيق، و «احتلت البلاد بأكملها في غضون بضع عقود قرب نهاية القرن التاسع».
قدم عدد من الأسباب لاستيطان آيسلندا:
- أرضاً متاحة كانت جذابة لإسكندنافيي عصر الفايكنغ، لا سيما المناخ الدافئ المتاح في آيسلندا في ذاك الوقت.
- رصد الموارد القيمة كعاج الفظ جعلت آيسلندا جذابة لمن يتطلع إلى الربح بالتجارة.
- المقاومة الكبيرة لغارات الفايكنغ في الجزر البريطانية وأوروبا القارية في أواخر القرن التاسع دفعت الفايكنغ للسعي إلى فرص أكثر سلاماً.
- تؤكد المصادر المكتوبة كيف أن مركزية هارالد ذو الشعر الفاتح في النرويج وفرض الضرائب الباهظة على الفلاحين حثت الفلاحين للهجرة إلى آيسلندا.

ما زالت نظرية أن الضغط السكاني قاد الهجرة إلى آيسلندا غير مدعومة في الآداب الأكاديمية.
تقول المصادر المكتوبة أن بعض المستوطنين أخذوا الأرض بحرية، وآخرون اشتروا الأرض من المستوطنين الأوائل، وو البعض أهديت له أرض من مستوطنين أوائل، وبعض المستوطنين أخذوا أراضٍ من آخرين باستخدام القوم وبالتهديد باستخدامها. من المرجح أن الأراضي لم تؤجر خلال عصر الاستيطان. ناقش دارس القرون الوسطى هانز كون أن الأراضي وُهبت أو أُخذت بحرية لأن المستوطنين الأوائل لم يكونوا بحاجة لمثل هذه الأراضي الشاسعة. يذكر المؤرخ غونار كارلسون أنه من المنطقي بالنسبة للمستوطنين الأوائل أن يشجعوا المستوطنين الجدد ليستوطنوا الأراضي القريبة وذلك لتيسير إطعام الماشية والعبيد، وكتأمين في أوقات الأزمات.
تقترح نتائج فحص الكربون مثيرة للجدل - والتي نشرت في مجلة سكيرنير - أن آيسلندا قد استوطنت في وقتٍ مبكر من النصف الثاني للقرن السابع.

## نهاية عصر الاستيطان

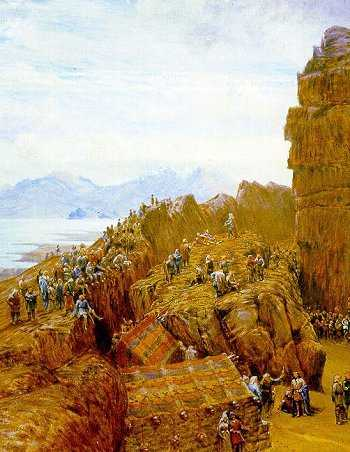
رسم من القرن التاسع عشر لجلسة في الـ"آلثينغي"

يدعي آري ثورغيلسون في كتاب إيسلندينغبوك أن آيسلندا قد "استوطنت بالكامل" في 930. يُعتبر أن عصر الاستيطان قد انتهى في سنة 930 مع إنشاء آلثينغي (البرلمان الآيسلندي). تعرض أدلة آثارية أنه مع ذلك "أن مهاجرين استمروا بالوصول إلى آيسلندا طوال القرن العاشر". يعتقد واضعوا دراسة أن استمرار الهجرة قد يكون ضرورياً للحفاظ على السكان".
يُعتبر أن دولة آيسلندا قد بدأت في 930.

## التأثيرات البيئية للاستيطان
ناقش باحثون أن المستوطنين سببوا تعرية للتربة من خلال إزالة الغابات والرعي الجائر. تقترح دراسة أن الدافع الأولي لاقتلاع الغابات كان «لتطهير المراعي وحدائق البيوت»، ليس لـ«متطلبات لوقود المستوطنين ولمواد البناء».

## اقرأ أيضاً
- تاريخ آيسلندا
- عصر الفايكنغ

## لمزيد من الاضطلاع
- Árni Daníel Júlíusson, Jón Ólafur Ísberg, Helgi Skúli Kjartansson Íslenskur sögu atlas: 1. bindi: Frá öndverðu til 18. aldar Almenna bókafélagið, Reykjavík 1989
- Byock, Jesse; Medieval Iceland: Society, Sagas and Power. University of California Press (1988) (ردمك 0-520-06954-4) (ردمك 0-226-52680-1)
- Smith، Alfred P. (1984). Warlords & Holymen: Scotland AD 80-1000. Edward Arnold. ص. 141–174. ISBN:0-7131-6305-4.